# Oltner Neujahrsblätter
Die Oltner Neujahrsblätter sind ein jährlich erscheinendes Periodikum über die Stadt Olten. Sie erscheinen seit 1943 und sind auf E-Periodica veröffentlicht. Zu ihren Redaktoren gehören unter anderem Peter André Bloch und Madeleine Schüpfer.